# شارع الدبلان
شارع الدبلان شارع تجاري وترفيهي وأكثر شوارع حمص شهرة، وصلة الوصل بين أوتستراد طريق الغوطة ووسط المدينة.

## الموقع
يقع شارع الدبلان وسط مدينة حمص، ويصل بين أوتستراد طريق الغوطة وشارع شكري القوتلي (ساحة الساعة الجديدة). ويتفرع عنه عدة شوارع تعرف أيضا باسم الدبلان، ولكن الأسماء الرسمية تختلف.

## التسمية
شعبيا يتداول اسم شارع الدبلان، ورسمياً يسمى شارع المتنبي ولكن قلة من أهالي حمص يعرفون الاسم الرسمي، وكذلك بعض شوارعه الفرعية تسمى باسماء مختلفة مثل شارع أحمد شوقي والمعروف شعبيا بشارع العراب. أصل التسمية: تعود أصل تسمية شارع الدبلان، نسبة إلى مقهى الدبلان لصاحبه أمين الدبلان، وهذا المقهى لم يعد موجودا اليوم.

## التاريخ
كان الشارع في الأصل عبارة عن منتزه كبير، وفي عام 1926 افتتحت قهوة الدبلان، لخدمة رواد المنتزه، ثم توالى افتتاح المحال التجارية لكثرة العابرين والمتنزهين، فكانت محلات الألبسة والأطعمة هي الغالبة إضافة لافتتاح سينما (الفاروق) والتي لم تعد موجودة اليوم.

## المرافق والخدمات
يمتاز الشارع بأنه سوق تجاري نشيط ويشتهر بكثرة الماركات (العلامات التجارية الفاخرة)، ويعتبر أكثر شوارع حمص غلاءاً سواء من ناحية أسعار العقارات وإيجار المحلات أو من ناحية أسعار البضائع. وهو سوق تجاري وترفيهي يضم الكثير من المحال ومنها:
- أطعمة وأغذية: وأشهرها محل بوظة ريمبو (قوس قزح)، وبوابة حلب.
- ألبسة وأحذية وحقائب وتجهيز عرائس وإكسسوارات.
- أجهزة إلكترونية وأجهزة إتصال.
- مجمعات تجارية (مولات).[7]